# 特捜戦隊デカレンジャー/ミッドナイト デカレンジャー
「特捜戦隊デカレンジャー / ミッドナイト デカレンジャー」（とくそうせんたいデカレンジャー / ミッドナイト デカレンジャー）は、サイキックラバー / ささきいさおによるシングルである。2004年3月3日にコロムビアミュージックエンタテインメントから発売された。

## 概要
テレビ朝日系特撮テレビドラマ『特捜戦隊デカレンジャー』主題歌を収録したシングル。「特捜戦隊デカレンジャー」は同番組のオープニングテーマ、「ミッドナイト デカレンジャー」は同番組のエンディングテーマとして使用された。
10万枚以上を売り上げ、当時スーパー戦隊シリーズ主題歌シングルの最高記録となった。現在は後番組『魔法戦隊マジレンジャー』主題歌「魔法戦隊マジレンジャー/呪文降臨〜マジカル・フォース」が最高の売り上げを記録している。

### 特捜戦隊デカレンジャー
当初は、オープニングには冒頭のギターによるサイレン音をカットした形で使われる予定だった。しかし、そのサイレン音が長さもイメージ的にもタイトル部分の映像に合っていたため、実際のオープニングではサイレン音を残した形で使われた。ただし、挿入歌としてはサイレン音をカットしたものも使われている。
サイキックラバーの起用はコロムビア側からの要望によるものであったが、メジャーデビュー1年目のアーティストの起用を不安視する意見もあり、正式決定するまでには時間がかかったという。しかし結果的には当時のスーパー戦隊シリーズ主題歌では初の10万枚オーバーの売り上げを記録し、次回作の「魔法戦隊マジレンジャー」の主題歌に次ぐ売り上げをしたヒット作品となった。
「アニソン スーパー・コレクション」(ISBN 4-7732-2512-2) に譜面が掲載されている。

### ミッドナイト デカレンジャー
ドラムは村上ポンタ秀一である。最終話では使用せず、劇場版では挿入歌として使用された。なお、テレビサイズはミニコーナーを挟む関係でイントロのドラムソロが長めに演奏されている。
制作段階ではロカビリー風と想定されていたが、最終的にはジャズ風の楽曲となった。ささきの起用は、前作『爆竜戦隊アバレンジャー』のエンディングを串田アキラが担当していたことから、東映プロデューサーの塚田英明が同じくベテランのアニソンシンガーとして提案したことによる。

## 収録曲
1. 特捜戦隊デカレンジャー [4:24]
歌：サイキックラバー
作詞：吉元由美、作曲：宮崎歩、編曲：京田誠一
Episode1・8・13・21・26・38・43・44・50では挿入歌として、Episode2・3・5・16・19ではインストゥルメンタル版が使用された。
2. ミッドナイト デカレンジャー [3:20]
歌：ささきいさお、コーラス：森の木児童合唱団
作詞：藤林聖子、作曲：高取ヒデアキ、編曲：亀山耕一郎
3. 特捜戦隊デカレンジャー（オリジナル・カラオケ）
4. ミッドナイト デカレンジャー（オリジナル・カラオケ）

## 収録アルバム
- PSYCHIC LOVER(サイキックラバー)
「特捜戦隊デカレンジャー」
- ささきいさおベスト 銀河航海誌(ささきいさお)
「ミッドナイト デカレンジャー」

## カバー
- 菊地美香 - 『特捜戦隊デカレンジャー』のデカピンク役。「特捜戦隊デカレンジャー」をカバー。『百歌声爛 女性声優編（新）』収録。
- ANIMETAL - 「特捜戦隊デカレンジャー」および「ミッドナイト デカレンジャー」をカバー。『ANIMETAL・MARATHON VII〜戦え! メタル・ヒーロー〜』収録。

## その他
特捜戦隊デカレンジャー
業務用「太鼓の達人6」、プレイステーション2用「太鼓の達人 あつまれ! 祭りだ!! 四代目」、「大合奏!バンドブラザーズ」、「ドンキーコンガ2 ヒットソングパレード」に収録曲として使用されている。
ミッドナイト デカレンジャー
プレイステーション2用「太鼓の達人 ゴー!ゴー!五代目」に収録された。